# Károlyi Krisztián
Károlyi Krisztián (Kaposvár, 1991. július 24. –) magyar színész.

## Életpályája
1998-2004 között a Taszári Általános Iskolában, 2004-2010 között a kaposvári Táncsics Mihály Gimnáziumban tanult. 2010-2011 között számítástechnikai szoftverüzemeltető képesítést szerzett. 2013-2016 között a Pesti Magyar Színiakadémia tanulója volt, Lengyel Ferenc osztályában. 2016-tól játszott a Pesti Magyar Színházban, a Vígszínházban és a PS Produkció előadásaiban. 2019-2023 között a Szegedi Nemzeti Színház tagja volt.

## Fontosabb színházi szerepei

### Próza
- Spíró György: Csirkefej – Haver (2019/2020 – Gózon Gyula Kamaraszínház)
- Pozsgai Zsolt: Liselotte és a május – 7 különböző férfi (Karl; Ludwig; Henrik; Heinrich; Roland; Nikolaus; Az Álarcos) (2019/2020 – E/Társulat)
- Pozsgai Zsolt: Mátyás és Janus – Janus (2019/2020 – Udvari Kamaraszínház) | Rendező: Pozsgai Zsolt
- Karinthy Ferenc: Gellérthegyi Álmok – Fiú (2018/2019 – HeArt Társulat) | Rendező: Bródy Norbert
- Csehov: Cseresnyéskert [ csRSnyés ] – Gábriel [Csehovnál: Jása ] (2018/2019 – RS9 Színház, Budapest) | Rendező: Botos Éva
- Shakespeare: Sok hűhó Semmiért – Claudio (2016/2017 – Veszprémi Petőfi Színház) | Rendező: Lendvai Zoltán
- Georges Feydeau: A hülyéje – Redillon (2016/2017 – Pesti magyar Színiakadémia) | Rendező: Pál András
- Spíró: Csirkefej – Apa (2015/2016 – Pesti Magyar Színiakadémia) | Rendező: Lengyel Ferenc
- Shakespeare: Szentivánéji álom – Zuboly (2015/2016 – Pesti Magyar Színiakadémia) | Rendező: Gémes Antos
- Shakespeare: Macbeth – Fleance (2014/2015 – Pesti Magyar Színház) | Rendező: Horgas Ádám
- Berg: Rumini – Dolmányos (2013/2014 – Pesti magyar Színház) | Rendező: Méhes László
- Lackfi: Az öreg pokróc – Szomszéd, Zsandár (2014/2015 – Aranytíz Kultúrház) | Rendező: Őze Áron
- Janikovszkij-Szabó: Égigérő fű – Utód (2014/2015 – Pesti Magyar Színház) | Rendező: Horváth Patrícia
- Shakespeare: Rómeó és Júlia – Baltazár (2013/2014 – Pesti Magyar Színház) | Rendező: Nagy Péter
- Pollak-Matuz: Amint a mennyben – Kórustag (2011/2012 – Csiky Gergely Színház, Kaposvár) | Rendező: Funtek Frigyes

### Zenés
- Várkonyi Mátyás – Miklós Tibor: Sztárcsinálók – Néró; Kipriosz Jézus (2019/2020 – PS Produkció) | Rendező: Szente Vajk
- Dés-Nemes-Böhm-Korcsmáros-Horváth: Valahol Európában – Csóró (2018/2019); Hosszú | (2019/2020 – Szegedi Nemzeti Színház) | Rendező: Szőcs Artur
- Ben Elton – QUEEN: We Will Rock You – AC/DC; Priest; Gaga Boy, Kashoggi (2017/2018 – PS Produkció) | Rendező: Cornelius Baltus
- Pintér-Darvas: Parasztopera – Állomásfőnök (2016/2017 – Pesti Magyar Színiakadémia) | Rendező: Pál András
- Dés-Geszti-Grecsó: A Pál Utcai Fiúk – Vörösinges (2016/2017 – Vígszínház) | Rendező: Marton László
- Polanski-Steinman-Kunze: A Vámpírok Bálja – Nightmare I.; Nightmare II. szólista (2015/2016 – PS Produkció) | Rendező: Cornelius Baltus
- Andersson-Ulvaeus-Rice: Sakk – Diplomata; Orosz párttag; Újságíró (2014/2015 – PS Produkció)) | Rendező: Cornelius Baltus
- Borbély: Akár Akárki – Transzvesztita; Kellékes (2015/2016 – Pesti Magyar Színiakadémia) | Rendező: Lengyel Ferenc
- Rodgers-Hammerstein-Lindsay-Crouse: A muzsika hangja – Náci tiszt (2015/2016 – Pesti Magyar Színház) | Rendező: Eperjes Károly
- Webber-Rice: Jézus Krisztus Szupersztár – Péter (2014/2015 – ) | Rendező: Nagy Lóránt
- Böszörményi-Kiss-Pétherffy-ALMA együttes: Almaszósz – Gyümölcsmanó (2014/2015 – Pesti | Magyar Színház) | Rendező: Horváth Patrícia
- Naszvagyi-Rajnai-Burám: Végállomás – Kar (2014/2015) | Rendező: Naszvagyi Tamás
- Lerner-Loewe: My Fair Lady – Zöldséges, Kar (2013/2014 – Pesti Magyar Színház) | Rendező: Sík Ferenc
- Várkonyi-Miklós: Néró és a Sztárcsinálók – Néró (2013/2014 – Roxínház Kaposvár) | Rendező: Pintér Kata
- Dés-Nemes-Böhm-Korcsmáros: Valahol Európában – Ficsúr (2012/2013 – Roxínház Kaposvár) | Rendező: Csorba Tamás
- Boldizsár-Szörényi-Bródy: István, a király – István (2011/2012 – Roxínház Kaposvár) | Rendező: Pintér Kata
- Radni-Rago-MacDermot: Hair – Woof (2011/2012 – Roxínház Kaposvár) | Rendező: Pintér Kata, Sebesi Tamás
- Szemenyei-Györei-Schachtovszky: Vuk – Kag (2011/2012 – Roxínház Kaposvár) | Rendező: Pintér Kata
- Kipling-Dés-Geszti-Békés: A dzsungel könyve – Csil (2010/2011 – Roxínház Kaposvár) | Rendező: Pintér Kata
- Webber-Rice: Jézus Krisztus Szupersztár – Simon; Péter (2010/2011 – Roxínház Kaposvár) | Rendező: Pintér Kata
- Fenyő-Tasnádi: Made in Hungária – Tripolisz (2010/2011 – Roxínház Kaposvár) | Rendező: Pintér Kata

## Filmes és televíziós szerepei
- Pappa Pia (2017) ...Manó
- Jóban Rosszban (2019) ...Lendvai Márton
- Egyszer volt Budán Bödör Gáspár (2020) ...fiatal punk
- Oltári történetek (2022) ...Rosta Sándor
- Hazatalálsz (2023) ...fiatal Ernő
- Most vagy soha! (2024) ...Telepy Károly